# VirtualDub
VirtualDub是开放源代码的视频捕捉及线性处理软件，由Avery Lee编写，遵循GPL协议。该软件有很多高级功能，并且可以通过插件来添加不同的视频处理方法。

## 功能

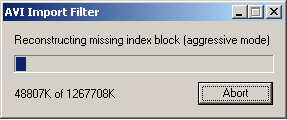
這時正在重新構建損毀了的影像檔的索引部份

VirtualDub的早期版本可以打开微软的*.asf文件，后来由于软件专利问题，在1.3d版中去除了这个功能。
附加项目VirtualDubMod提供Avery Lee的版本中不存在的额外功能，如支持MPEG-2和Ogg Theora。

### 视频组装
VirtualDub可以从一系列图像文件（Truevision TGA或BMP格式）创建视频文件。每个帧的文件必须是连续的数字编号（例如001.bmp、002.bmp、003.bmp…）。编辑时可以调整帧率，并进行其他修改，例如添加声音轨道。
VirtualDub还可以通过提取音轨并将其帧保存为Truevision TGA或BMP文件来解组视频。

### 档案修复
VirtualDub能夠修復在擷取錄像的過程中因為種種原因而失敗的檔案。它可以重新讀入整個AVI檔，並重新構建它的索引模塊。

## 开发
VirtualDub可以通过AviSynth读取DirectShow文件，也可以通过插件支持以下输入格式：
32位
- MPEG2 / DVD（by fcchandler）
- WMV / ASF（by fcchandler）
- AC3（by fcchandler）
- QuickTime （页面存档备份，存于）（by tateu）
- Flash Video （页面存档备份，存于）（by Moitah）
- MP4 / 3GP（by SEt）
- FLIC（by fcchandler）
- PVN（by DJStealth）
- R3D（Redcode RAW文件，by Gábor Kertai）
- DirectShow（by phaeron）

64位
- MPEG2 / DVD x64（by fcchandler）
- DirectShow x64（by phaeron）